# Album al numero uno nella Billboard 200 nel 1981
Di seguito è proposta la lista degli album al numero uno nella Billboard 200 nel 1981.
La Billboard 200, pubblicata settimanalmente dalla rivista Billboard, considera gli album e gli EP più venduti negli Stati Uniti. Prima che la Nielsen SoundScan iniziasse il tracciamento delle vendite nel 1991, Billboar stimava le vendite degli album chiedendo a campione i dati ai vari negozi della nazione, raccolti tramite telefono, fax o messaggio. I dati raccolti nei vari negozi si basavano principalmente sulla popolarità degli album e non sulle vendite effettive.

## Billboard 200
| † | Indica l'album con le migliori prestazioni del 1981 |

| Data         | Album                                 | Artista                | Tot. sett. #1 | Fonti  |
| ------------ | ------------------------------------- | ---------------------- | ------------- | ------ |
| 3 gennaio    | Double Fantasy                        | John Lennon & Yoko Ono | 8             | [ 4 ]  |
| 10 gennaio   | Double Fantasy                        | John Lennon & Yoko Ono | 8             | [ 5 ]  |
| 17 gennaio   | Double Fantasy                        | John Lennon & Yoko Ono | 8             | [ 6 ]  |
| 24 gennaio   | Double Fantasy                        | John Lennon & Yoko Ono | 8             | [ 7 ]  |
| 31 gennaio   | Double Fantasy                        | John Lennon & Yoko Ono | 8             | [ 8 ]  |
| 7 febbraio   | Double Fantasy                        | John Lennon & Yoko Ono | 8             | [ 9 ]  |
| 14 febbraio  | Double Fantasy                        | John Lennon & Yoko Ono | 8             | [ 10 ] |
| 21 febbraio  | Hi Infidelity †                       | REO Speedwagon         | 15            | [ 11 ] |
| 28 febbraio  | Hi Infidelity †                       | REO Speedwagon         | 15            | [ 12 ] |
| 7 marzo      | Hi Infidelity †                       | REO Speedwagon         | 15            | [ 13 ] |
| 14 marzo     | Hi Infidelity †                       | REO Speedwagon         | 15            | [ 14 ] |
| 21 marzo     | Hi Infidelity †                       | REO Speedwagon         | 15            | [ 15 ] |
| 28 marzo     | Hi Infidelity †                       | REO Speedwagon         | 15            | [ 16 ] |
| 4 aprile     | Paradise Theatre                      | Styx                   | 3             | [ 17 ] |
| 11 aprile    | Paradise Theatre                      | Styx                   | 3             | [ 18 ] |
| 18 aprile    | Hi Infidelity †                       | REO Speedwagon         | 15            | [ 19 ] |
| 25 aprile    | Hi Infidelity †                       | REO Speedwagon         | 15            | [ 20 ] |
| 2 maggio     | Hi Infidelity †                       | REO Speedwagon         | 15            | [ 21 ] |
| 9 maggio     | Paradise Theatre                      | Styx                   | 3             | [ 22 ] |
| 16 maggio    | Hi Infidelity †                       | REO Speedwagon         | 15            | [ 23 ] |
| 23 maggio    | Hi Infidelity †                       | REO Speedwagon         | 15            | [ 24 ] |
| 30 maggio    | Hi Infidelity †                       | REO Speedwagon         | 15            | [ 25 ] |
| 6 giugno     | Hi Infidelity †                       | REO Speedwagon         | 15            | [ 26 ] |
| 13 giugno    | Hi Infidelity †                       | REO Speedwagon         | 15            | [ 27 ] |
| 20 giugno    | Hi Infidelity †                       | REO Speedwagon         | 15            | [ 28 ] |
| 27 giugno    | Mistaken Identity                     | Kim Carnes             | 4             | [ 29 ] |
| 4 luglio     | Mistaken Identity                     | Kim Carnes             | 4             | [ 30 ] |
| 11 luglio    | Mistaken Identity                     | Kim Carnes             | 4             | [ 31 ] |
| 18 luglio    | Mistaken Identity                     | Kim Carnes             | 4             | [ 32 ] |
| 25 luglio    | Long Distance Voyager                 | The Moody Blues        | 3             | [ 33 ] |
| 1º agosto    | Long Distance Voyager                 | The Moody Blues        | 3             | [ 34 ] |
| 8 agosto     | Long Distance Voyager                 | The Moody Blues        | 3             | [ 35 ] |
| 15 agosto    | Precious Time                         | Pat Benatar            | 1             | [ 36 ] |
| 22 agosto    | 4                                     | Foreigner              | 10            | [ 37 ] |
| 29 agosto    | 4                                     | Foreigner              | 10            | [ 38 ] |
| 5 settembre  | Bella Donna                           | Stevie Nicks           | 1             | [ 39 ] |
| 12 settembre | Escape                                | Journey                | 1             | [ 40 ] |
| 19 settembre | Tattoo You                            | The Rolling Stones     | 9             | [ 41 ] |
| 26 settembre | Tattoo You                            | The Rolling Stones     | 9             | [ 42 ] |
| 3 ottobre    | Tattoo You                            | The Rolling Stones     | 9             | [ 43 ] |
| 10 ottobre   | Tattoo You                            | The Rolling Stones     | 9             | [ 44 ] |
| 17 ottobre   | Tattoo You                            | The Rolling Stones     | 9             | [ 45 ] |
| 24 ottobre   | Tattoo You                            | The Rolling Stones     | 9             | [ 46 ] |
| 31 ottobre   | Tattoo You                            | The Rolling Stones     | 9             | [ 47 ] |
| 7 novembre   | Tattoo You                            | The Rolling Stones     | 9             | [ 48 ] |
| 14 novembre  | Tattoo You                            | The Rolling Stones     | 9             | [ 49 ] |
| 21 novembre  | 4                                     | Foreigner              | 10            | [ 50 ] |
| 28 novembre  | 4                                     | Foreigner              | 10            | [ 51 ] |
| 5 dicembre   | 4                                     | Foreigner              | 10            | [ 52 ] |
| 12 dicembre  | 4                                     | Foreigner              | 10            | [ 53 ] |
| 19 dicembre  | 4                                     | Foreigner              | 10            | [ 54 ] |
| 26 dicembre  | For Those About to Rock We Salute You | AC/DC                  | 3             | [ 55 ] |

Note:
1. ↑  Ha raggiunto il numero uno anche nel 1980
2. 1 2  Ha raggiunto il numero uno anche nel 1982
3. ↑  Ha raggiunto il numero uno anche nel 1982